# Gabriel Pimenta
Gabriel Sales Pimenta (Juiz de Fora, 20 de novembro de 1954 — Marabá, 18 de julho de 1982) foi um militante brasileiro que fez parte dos quadros do MDB.

## Biografia
Gabriel foi aluno da Faculdade de Direito da Universidade Federal de Juiz de Fora e ator no Grupo Divulgação, tendo participado de cinco peças do grupo teatral entre 1973 e 1975, dentre elas um cancioneiro que contava a história do herói popular Lampião.
Depois de formado, Gabriel Pimenta transferiu-se para norte do país onde defendeu cerca de 160 famílias de trabalhadores rurais pela posse de terra na área da fazenda Mãe Maria, região do "Pau Seco", a aproximadamente 18 quilômetros da sede do município de Marabá, sul do Pará. Pimenta fora o primeiro advogado no conflitante sul do Pará a ganhar uma causa na justiça em favor dos sem-terra, o que contrariou interesses de latifundiários da região.
Foi morto pelo latifundiário Nelito Cardoso. Julgado e sentenciado pelo crime, Nelito Cardoso, irmão do ex-governador de Minas Gerais, Newton Cardoso, conseguiu ficar foragido da justiça brasileira durante 20 anos, passados estes, se entregou a polícia para imediatamente conseguir a prescrição do crime.

## Repercussão da morte
Em dezembro de 2008, a Organização dos Estados Americanos (OEA), através da Comissão Interamericana de Direitos Humanos, admitiu denúncia apresentada pelo Centro pela Justiça e Direito Internacional e Comissão Pastoral da Terra contra o Estado brasileiro, por violação a direitos humanos. De acordo com as referidas entidades, houve, por parte do Estado brasileiro, violação do direito à vida, à segurança, à liberdade sindical e à proteção judicial.

## Homenagens
Em 2005, o diretório acadêmico da Faculdade de Ciências Jurídicas de Juiz de Fora, recebeu o nome de Diretório Acadêmico Gabriel Pimenta; igualmente, o Centro Acadêmico de Direito Gabriel Pimenta (CAGP), da Universidade Federal do Sul e Sudeste do Pará, em Marabá, também optou por homenagear o defensor popular.
Graças às reivindicações de sindicalistas e da sociedade local, uma escola estadual em Morada Nova, município de Marabá, recebeu seu nome: Escola Estadual de Ensino Médio Dr. Gabriel Sales Pimenta. O bairro que surgiu no entorno desta escola também leva o nome de "Bairro Gabriel Pimenta" (anteriormente invasão da Eletronorte).